# Verallgemeinerte Poisson-Verteilung
Die verallgemeinerte Poisson-Verteilung ist eine Wahrscheinlichkeitsverteilung und somit dem mathematischen Teilgebiet der Stochastik zuzuordnen. Sie ist eine univariate diskrete Wahrscheinlichkeitsverteilung auf den natürlichen Zahlen, die vor allem in der Versicherungsmathematik verwendet wird. Im Vergleich zur Poisson-Verteilung besitzt sie zwei Parameter, ist dadurch wesentlich flexibler als diese.

## Definition
Eine diskrete Zufallsvariable {\displaystyle X_{n}} unterliegt der Verallgemeinerten Poisson-Verteilung mit den Parametern {\displaystyle \lambda } (Ereignisrate) und {\displaystyle \theta }, wenn sie die
Wahrscheinlichkeiten
{\displaystyle P(X_{n}=k)={\frac {\theta (\theta +k\lambda )^{k-1}\;\mathrm {e} ^{-\theta -k\lambda }}{k!}}}
besitzt. Setzt man {\displaystyle \lambda =0}, so ergibt sich die gewöhnliche Poisson-Verteilung zum Erwartungswert {\displaystyle \theta }.

## Eigenschaften
- Die Varianz ist immer mindestens so groß wie der Erwartungswert (für {\displaystyle \lambda >0} sogar größer). Diese Eigenschaft nennt man Überdispersion (englisch overdispersion).
- Für die verallgemeinerte Poisson-Verteilung sind Rekursionen für die Summenverteilung bekannt, wie man sie auch von der Panjer-Verteilung kennt.
- Für viele Anwendungsfälle ist die implizite Definition der verallgemeinerten Poisson-Verteilung ausreichend.

### Erwartungswert
Der Erwartungswert ergibt sich zu
{\displaystyle \operatorname {E} (X_{n})={\frac {\theta }{1-\lambda }}}.

### Varianz
Für die Varianz erhält man
{\displaystyle \operatorname {Var} (X_{n})={\frac {\theta }{(1-\lambda )^{3}}}}.

### Standardabweichung
Aus der Varianz erhält man wie üblich die Standardabweichung
{\displaystyle \sigma ={\sqrt {\frac {\theta }{(1-\lambda )^{3}}}}}.

### Variationskoeffizient
Für den Variationskoeffizienten ergibt sich:
{\displaystyle \operatorname {VarK} (X)={\sqrt {\frac {1}{\theta (1-\lambda )}}}}.

### Schiefe
Die Schiefe lässt sich darstellen als
{\displaystyle \operatorname {v} (X)={\frac {1-2\lambda }{\sqrt {\theta (1-\lambda )}}}}.

### Charakteristische Funktion
Die charakteristische Funktion hat die Form
{\displaystyle \phi _{X}(s)=e^{\theta (u-1)}} mit {\displaystyle u=e^{is}e^{\lambda (u-1)}}.

### Wahrscheinlichkeitserzeugende Funktion
Für die wahrscheinlichkeitserzeugende Funktion erhält man
{\displaystyle g_{X}(s)=e^{\theta (u-1)}} mit {\displaystyle u=ze^{\lambda (u-1)}}.

### Momenterzeugende Funktion
Die momenterzeugende Funktion der verallgemeinerten Poisson-Verteilung ist
{\displaystyle m_{X}(s)=e^{\theta (u-1)}} mit {\displaystyle u=e^{s}e^{\lambda (u-1)}}.